# اوو بای پروم
اوو بای پروم (به آلمانی: Auw bei Prüm) یک شهر در آلمان است که در بیتبورگ-پروم واقع شده‌است. اوو بای پروم ۶۷۰ نفر جمعیت دارد.